# Nathalie Poza
Nathalie Poza Maupain (Madrid, 7 de março de 1972) é uma atriz espanhola. Em 2018, ganhou o Prêmio Goya de melhor atriz pelo seu papel no filme No sé decir adiós.

## Filmografia

### Curta-metragens
| Ano  | Título                      | Diretor       |
| ---- | --------------------------- | ------------- |
| 1997 | Abierto (El eco del tiempo) | Jaime Marques |
| 1998 | No sé, no sé                | Aitor Gaizka  |

### Cinema
| Ano  | Título                      | Diretor                 |
| ---- | --------------------------- | ----------------------- |
| 2002 | Entre cien fuegos           | Iñaki Eizmendi          |
| 2002 | El otro lado de la cama     | Emilio Martínez-Lázaro  |
| 2002 | Utopía                      | María Ripoll            |
| 2003 | Días de fútbol              | David Serrano           |
| 2003 | La flaqueza del bolchevique | Manuel Martín Cuenca    |
| 2005 | Malas temporadas            | Manuel Martín Cuenca    |
| 2006 | Días de cine                | David Serrano           |
| 2007 | El club de los suicidas     | Roberto Santiago        |
| 2007 | Salir pitando               | Álvaro Fernández Armero |
| 2009 | Un buen hombre              | Juan Martínez Moreno    |
| 2012 | Lo mejor de Eva             | Mariano Barroso         |
| 2013 | Todas las mujeres           | Mariano Barroso         |
| 2016 | Julieta                     | Pedro Almodóvar         |
| 2017 | No sé decir adiós           | Lino Escalera           |
| 2019 | Mientras dure la guerra     | Alejandro Amenábar      |
| 2020 | Rifkin's Festival           | Woody Allen             |

### Televisão
| Ano       | Título                              | Canal     |
| --------- | ----------------------------------- | --------- |
| 1996      | Éste es mi barrio                   | Antena 3  |
| 1998      | Hermanas                            | Telecinco |
| 1998      | Periodistas                         | Telecinco |
| 1998      | Señor alcalde                       | Telecinco |
| 1999      | El comisario                        | Telecinco |
| 2001      | Policías, en el corazón de la calle | Antena 3  |
| 2003      | Un lugar en el mundo                | Antena 3  |
| 2004      | Hospital Central                    | Telecinco |
| 2005      | Maneras de sobrevivir               |           |
| 2005      | Motivos personales                  | Telecinco |
| 2008      | LEX                                 | Antena 3  |
| 2010      | La Princesa de Éboli                |           |
| 2010-2012 | Hispania, la leyenda                | Antena 3  |
| 2012      | Imperium                            | Antena 3  |
| 2015      | Carlos, Rey Emperador               | TVE       |
| 2017      | La catedral del mar                 | Antena 3  |
| 2017      | Traición                            | La 1      |
| 2020      | La unidad                           | Movistar+ |

### Teatro
| Ano  | Título                            |
| ---- | --------------------------------- |
|      | El fin de los sueños              |
|      | Pornografía barata                |
|      | El libertino                      |
| 2001 | Dulce pájaro de juventud          |
| 2003 | Como en las mejores familias      |
| 2005 | Hamelín                           |
| 2007 | Marat-Sade                        |
| 2009 | Tito Andrónico                    |
| 2010 | Penumbra                          |
| 2013 | A cielo abierto                   |
| 2013 | Fuegos                            |
| 2014 | Desde Berlín (tributo a Lou Reed) |